# 城南 (台北市)
城南是臺灣日治時期臺北市之地名，指臺北城（城內）之南，不是行政上的正式地名，但是仍可見官方使用。

## 概要
非行政上的正式地名，故無明確的界線。以行政區來看，大約包括後來的南門町、龍口町、佐久間町、兒玉町、千歲町、新榮町、古亭町、川端町、馬場町、水道町、富田町等，範圍大約是現在臺北市的中正區南部、大安區南部一帶。
1915年9月，臺北第三尋常小學校更名為臺北城南尋常小學校，即後來之南門小學校、南門國民學校，戰後改為南門國小及南門國中。

## 發展歷史

### 清領時期
台北城建於清領末期，城南一詞尚未出現，以古亭聚落較為發達，而離台北城較近的部分還是遍布水田。晉江街、牯嶺街、廈門街等較小的街道，都是清朝就存在的舊街。

### 日治時期
城南一詞始於日治時期，最初為城門以南到古亭附近。台北城內在拆除台北城牆後快速發展，城南也就成為通勤區，跟著起飛，城南的範圍也越來越大。日治初期台灣人多住在大稻埕、艋舺一帶(距離北門、西門較近處)，因此日本人往開發較少且緊鄰城內區域的南邊發展，也因為日本人掌握各種資源，城南便迅速成為文化中心，設有許多學校、機關。相較城西，城南的建築分布比較鬆散，因為城西較接近艋舺一帶，較早開發。但對比清領時期水田遍布，城南進步迅速。

#### 建築與機關
- 台北市區改正計畫將道路改為棋盤式，其道路所在位置幾乎延續至今。
- 台北苗圃(今台北植物園)
- 林業部(今林業試驗所)
- 專賣局(今公賣局)
- 專賣局台北南門工廠(今台博館南門園區)
- 南門市場(曾改名為千歲町市場，今稱南門市場)
- 體育俱樂部(用以推廣近代西方運動)
- 第三小學校(南門國小)
- 舊慣調查課
- 總督府中學校(今建國中學)
- 台北帝國大學(今台大)
- 臺灣總督府臺北高等學校(今台師大)
- 軍司令官邸（今陸軍聯誼廳）
- 兒玉源太郎在城南郊外佐久間町所構築的「別墅南菜園」（今南昌路三角公園）
- 建功神社(今台灣藝術教育館)
- 紀州庵(今紀州庵文學森林)

### 國民政府來台後
戰後原屬於日本人居住地的城南，漸轉為公教人員的眷舍區。同時實施典範教育，施行小學、中學到大學師資人才培育(師大、台北城內南邊的市立大學)，並開設許多博物館等社教機構。來台初期，許多機關(如大使館、經濟部等)均設於城南，不過後來有的搬走、裁撤，機關減少。現今城南大多是住宅區，亦有很多文教場所，靠近羅斯福路段則是住商混合。
近年來因城南有意思系列活動，城南一詞又重新使用。

#### 機關
- 財政部(現已搬遷)
- 行政院外貿會(1968年裁撤)
- 菸酒公賣局
- 南門市場
- 經濟部
- 美國新聞處(今228國家紀念館)
- 越南大使館(已斷交)
- 泰國大使館(已斷交)
- 建國中學
- 教育廣播電台
- 臺北市立國語實驗國民小學（國語實小）
- 歷史博物館
- 科學館(已搬遷至士林)
- 農村復興委員會(今農委會)
- 植物園
- 中央圖書館(已搬遷至台北城內)
- 入出境管理局(今內政部移民署)
- 勞動部勞工保險局
- 中央銀行

#### 文教場所
- 牯嶺街小劇場
- 楊英風美術館
- 台博館南門分館
- 歷史博物館
- 郵政博物館
- 228國家紀念館
- 台灣藝術教育館
- 孫運璿故居
- 嚴家淦故居
- 台北當代工業設計分館
- 中華文化總會
- 紀州庵文學森林
- 國語日報

## 相關閱讀
城南的文學珍珠，灑在台北的文化地景 | 文化+ | 中央社 CNA https://www.cna.com.tw/culture/article/20201010w003 （页面存档备份，存于）
紀州庵文學森林：城之南──城南街巷的歷史追尋 https://old.kishuan.org.tw/about-south/ （页面存档备份，存于）
台北城南舊夢 | 想想論壇 (thinkingtaiwan.com)https://www.thinkingtaiwan.com/content/5811 （页面存档备份，存于）
中華文化總會|活動資訊|2021 城南有意思 (gacc.org.tw) https://www.gacc.org.tw/events/2021SouthTaipei-FunCarnival （页面存档备份，存于）
Taiwan Bar 城南的貓 :『簡單生活，老臺北，喵。』 - 城南的貓 【上集】
『新生老屋，博物館，喵。』 - 城南的貓 【下集】 